# Джулио дела Ровере
Джулио Фелтрио дела Ровере (на италиански: Giulio Feltrio della Rovere; * 5 април 1533, Урбино, Херцогство Урбино; † 3 септември 1578, Фосомброне) от рода Дела Ровере е от 1547 г. италиански кардинал, от 1566 г. архиепископ на Равена, от 1578 г. архиепископ на Урбино и епископ на много епископства. Той е също и херцог на Сора.

## Произход
Той е вторият син на Франческо Мария I дела Ровере (* 1490, † 1538), херцог на Урбино, херцог на Сора, и на съпругата му Елеонора Гонзага (* 1493, † 1550). По бащина линия е внук на Джовани дела Ровере, господар на Сенигалия, херцог на Сора и Арче, префект на Рим, папски капитан и папски викарий на Мондавио, племенник на папа Сикст IV и брат на папа Юлий II, и на Джована да Монтефелтро, а по майчина – на Франческо II Гонзага, маркграф на Мантуа, и на Изабела д’Есте. Има четирима братя и осем сестри, повечето починали като малки:
- Федерико (* 1511; † 1511)
- Гуидобалдо II (* 1514; † 1574), херцог на Урбинo, съпруг на Джулия да Варано и на Витория Фарнезе;
- Иполита (* 1515, † 1538), херцогиня на Монталто като съпруга на дон Антонио Арагонски;
- Джована (* 1515; † 1518)
- Джовани (* 1516; † 1518)
- Катерина (* 1518; † 1520)
- Беатриче (* 1521; † 1522)
- Франческо Мария (* 1523; † 1525)
- Мария (* 1527; † 1528)
- Елизабета Изабела (* 1529; † 1561), херцогиня на Маса и господарка на Карара като съпруга на Алберико I Чибо-Маласпина;
- Джулия (* 1527; † 1563), маркграфиня на Монтекио като съпруга на Алфонсо д’Есте;
- Виоланта (* 1535, Урбино; † 1538 пак там)

## Биография
Папа Павел III го въздига в кардиналски ранг в консисторията от 27 юли 1547 г., едва на 14 години, а на 24 септември 1548 г. е назначен за епископ на Урбино. До назначаването на кардинал Роберто де Нобили от Юлий III той е най-младият италиански кардинал. 
През 1550 г. участва в конклава, който избира папа Юлий III. 
На 18 ноември 1551 г. подава оставка от епископския си пост в града в полза на епархията на Новара, където се мести. Въпреки това той подава оставка и от тази епархия на 12 септември 1552 г., по-малко от година след началото на управлението на епархията.
През 1555 г. участва в двата конклава, които избират папите Марцел II и Павел IV. След това, през 1560 г. по заповед на Пий IV, той става апостолически администратор на Виченца, а през 1566 г. по заповед на Пий V – архиепископ на Равена. Като такъв той свиква синод на епископите на Романя, в който участва и Антонио Джаноти, епископ на Форли.
По негово искане и по искане на херцогското семейство епархията на Урбино е издигната в архиепископски ранг, образувайки първата църковна провинция в Папската област след тази на Равена (основана в ранните векове).
През 1572 г. той участва в конклава, който избира папа Григорий XIII, шестият и последен в живота му. През 1578 г., няколко месеца преди смъртта си, е преназначен за архиепископ на Урбино, след като през 1563 г. работи за издигането на епархията в столична архиепископия. Той управлявал архиепископията до смъртта си във Фосомброне на 3 септември 1578 г., на 45-годишна възраст. Погребан е в манастира Санта Киара в Урбино, където все още се намират останките му.

## Потомство
От Леонора от Ферара има двама извънбрачни сина, легитимирани от папа Пий V с була през 1572 г.:
- Иполито дела Ровере (* 6 февруари 1554, Кастелеоне; † 27 юли 1620, Рим), маркграф на Сан Лоренцо ин Кампо, ∞ 1584 за графиня Изабела Вители, маркиза на Аматриче, от която има 1 син и 5 дъщери;
- Джулиано дела Ровере (* 1559, † 1621, Рим), духовник.